# Кубек
Кубек (каз. Көбек) — станция в Казалинском районе Кызылординской области Казахстана. Входит в состав Карашенгельского сельского округа. Находится примерно в 21 км к востоку от районного центра, посёлка Айтеке-Би. Код КАТО — 434441500.

## Население
В 1999 году население станции составляло 89 человек (46 мужчин и 43 женщины). По данным переписи 2009 года, в населённом пункте проживали 104 человека (49 мужчин и 55 женщин).